# Ruapehu
Ruapehu ili Mount Ruapehu je aktivni vulkan i najveća planina Sjevernog otoka Novog Zelanda. Visina mu iznosi 2797 metra. Posljednju erupciju je imao 25. rujna 2007., a prije toga 2006. i 1946. godine. Izgrađen je uglavnom od andezita, počeo je erumpirati prije najmanje 250.000 godina. Njegova tri najveća vrha su Tahurangi (2797 m), Te Heuheu (2755 m) i Paretetaitonga (2751 m), između kojih se nalazi duboki krater s jezerom. Nalazi se 23 km sjeveroistočno od Ohakune i 40 kilometara jugozapadno od jezera Taupo.

## Vanjske poveznice
- Uspon na krater Ruapehu  Arhivirana inačica izvorne stranice od 25. svibnja 2009. (Wayback Machine)